# قبة داديه
قُبَّة دَادَيْه أو مَسْجِد قُبَّة دَادَيْه، مسجد تاريخي ومعلم حضاري يقع في مدينة ذمار اليمنية ويعتبر أحد الشواهد الحية للإرث العثماني في اليمن. تتوسط قبة دادية مدينة ذمار وتنبعث من جوانبها ملامح التاريخ، وروحانيةٌ مختلطة بتفاصيل الحياة اليمنية البسيطة.

## التسمية والإنشاء
تعتبر قبة دادية أحد المعالم الأثرية التي بناها العثمانيين في اليمن بداية القرن الرابع الهجري. سُمي المسجد بقبة ومسجد داديه نسبة للشيخ العارف الحسن بن علي بن عبد الله بن يوسف داده باشا الرومي، وهو عالم وتاجر عثماني، والذي أمر ابنه الأكبر يوسف بن حسن دادا ببناء القبة المعروفة، عندما قدم الى اليمن واستقر بمدينة ذمار. وقد حصل تصحيف للقب العلمي الصوفي دادا إلى داديه ليتناسب مع اللهجة المحلية لمدينة ذمار اليمنية، وكان الشيخ حسن، والذي عُرف بـ«مولانا الشيخ حسن»، عالما بالفقه والأصول وعلم الباطن مقتفيا الهدي النبوي في التزكية والزهد. وقد اكتمل بناؤها مع أواخر القرن التاسع الهجري، وكانت عبارة عن مقر للأتراك العثمانيين - الحنفية، حيث كان لهم ميول صوفية كباقي الأتراك العثمانيين، وقد حرص الشيخ حسن وابنه الشيخ يوسف على بناء القبة في مكان متوسط بين أحياء مدينة ذمار القديمة الثلاثة (الحوطة، الجراجيش، المحل) بعيدًا عن السكان المحليين، لاختلاف المذهب والطريقة مع أنه كان يؤم القبة بعض السكان المحليين المتأثرين بالشيخ حسن. ولا يزال هذا المسجد حتى اليوم يقدم خدماته الروحانية والتعليمية على أكمل وجه، ملتزمًا الخط الوسطي في الخطاب الديني وتجنبت الكثير من الصراعات السياسية والعقائدية، ولذلك يفد اليه أهالي مدينة ذمار بشكل كثيف لسماع خطبة الجمعة أسبوعيًا والتعلم من منابره معاني الوسطية والاعتدال والتسامح والقبول بالأخر. ولا تزال القبة محتفظة ببنيتها الأصلية بالرغم من طمس بعض معالمها الاثرية والتاريخية وتشويهها بحركة البناء الحديث.
وقد بنيت القبة لتكون مسجداً ودار علم، وتمتاز بنمط البناء العثماني القديم، حيث بنيت على شكل مربع حتى المنتصف ثم تنتهي بشكل بيضاوي. تبلغ أبعادها حوالي عشرة أمتار طولاً ومثلها عرضًا ويصل ارتفاعها الى خمسة وعشرين مترًا. للقبة صرح مرصوف بالأحجار ومئذنة شُيدت سنة 1374هـ بأحجار الحبش الأسود لتضيف الى المكان الكثير من السكينة، كما كان بالقبة منبر جميل، ومتميز، وزخارف تحمل العديد من التأثيرات العثمانية كبقية القباب التي بنيت بتلك الفترة، ولكنها طُمرت بفعل الزمن، ويقال أن بعض المشائخ من ذرية المؤسس، كانوا لا يحبذون تلك الزخارف، زهدًا منهم. كما يوجد خلف القبة بستان، باللهجة “مقشامة”، ذو مساحة واسعة يروي الخضروات المزروعة فيه من مياه الوضوء. كما تمتلك القبة أوقافًا جليلة في مدينة ذمار وضواحيها وتصل أوقافها الى حدود مديرية يريم التابعة لمحافظة إب من جهة الجنوب ومديرية رداع التابعة لمحافظة البيضاء من جهة الشرق، كما تم تخصيص جزء من عائدات تلك الأوقاف للفقراء و عابري السبيل.